# Unione Sportiva Carrarese "Pietrino Binelli" 1941-1942
Questa voce raccoglie le informazioni riguardanti l'Unione Sportiva Carrarese "Pietrino Binelli" nelle competizioni ufficiali della stagione 1941-1942.

## Rosa
| N. |                   | Ruolo | Calciatore         |
| -- | ----------------- | ----- | ------------------ |
|    | Italia (bandiera) | A     | O. Attuoni         |
|    | Italia (bandiera) | P     | Silvio Battistini  |
|    | Italia (bandiera) | C     | Giovanni Beretta   |
|    | Italia (bandiera) | A     | Renato Bertoncini  |
|    | Italia (bandiera) | P     | Quinto Ceccatelli  |
|    | Italia (bandiera) | A     | Giuseppe Ferrari   |
|    | Italia (bandiera) | C     | Bruno Ferri        |
|    | Italia (bandiera) | C     | Giorgio Franzoni   |
|    | Italia (bandiera) | D     | Alfio Gamboni      |
|    | Italia (bandiera) | D     | Alfredo Gianesello |
|    | Italia (bandiera) | A     | Franco Grillone    |
|    | Italia (bandiera) | C     | U. Guerra          |
|    | Italia (bandiera) | A     | S. Isoppi          |
|    | Italia (bandiera) | D     | Mario Lattanzi     |

| N. |                   | Ruolo | Calciatore        |
| -- | ----------------- | ----- | ----------------- |
|    | Italia (bandiera) | A     | Giuseppe Logli    |
|    | Italia (bandiera) | A     | M. Lombardini     |
|    | Italia (bandiera) | C     | Luigi Manassero   |
|    | Italia (bandiera) | C     | V. Menconi        |
|    | Italia (bandiera) | D     | Piero Pampaloni   |
|    | Italia (bandiera) | A     | P. Pazzi          |
|    | Italia (bandiera) | D     | Francesco Piccini |
|    | Italia (bandiera) | C     | M. Prayer         |
|    | Italia (bandiera) | C     | Pietro Pucci      |
|    | Italia (bandiera) | C     | Loris Ravani      |
|    | Italia (bandiera) | A     | Odoardo Ricci     |
|    | Italia (bandiera) | A     | Lido Simonelli    |
|    | Italia (bandiera) | P     | Luigi Vernazzani  |
|    | Italia (bandiera) | C     | Narciso Zelesnich |